# Dècada del 1180 aC

## Esdeveniments
- 1186 aC: Fi de la Dinastia XIX d'Egipte, inici de la Dinastia XX.
- 1184/83[1] (11 de juny) - Data tradicional de la caiguda de Troia d'acord amb els càlculs d'Eratòstenes.[2]
- 1183 aC: data tradiconal (segons determinats autors) de la presa de Troia.
- 1182 aC-Una carta desesperada d'Ammurapi, l'últim rei d'Ugarit, informa que s'aproxima una flota dels Pobles de la mar. Poc després van destruir tant Ugarit com Alasiya (Xipre).
- 1181 aC-Menesteu, llegendari rei d'Atenes, mor durant la Guerra de Troia després d'un regnat de 23 anys i és succeït pel seu nebot Demofont, fill de Teseu. Altres relats situen la seva mort una dècada abans i durant la Guerra de Troia (vegeu 1190 aC).
- C. 1180 aC- Pobles invasors arrasen Hattusa i causen el col·lapse de l'Imperi hitita